# Méliphage peint
Grantiella picta, Grantiella · Méliphage à bec rouge
Genre
Espèce
Statut de conservation UICN

 LC C1 : Préoccupation mineure
Le Méliphage peint (Grantiella picta) ou Méliphage à bec rouge, est une espèce de passereaux de la famille des Meliphagidae, l'unique représentante du genre Grantiella.

## Répartition
Cette espèce est endémique à l'Est de l'Australie.

## Habitat
Le Méliphage peint vit dans les forêts sèches et dans les zones boisées dominées par les acacias. Il est menacé par la perte de son habitat.